# Décès en 1206
Décès
- 1202
- 1203
- 1204
- 1205
- 1206
- 1207
- 1208
- 1209
- 1210

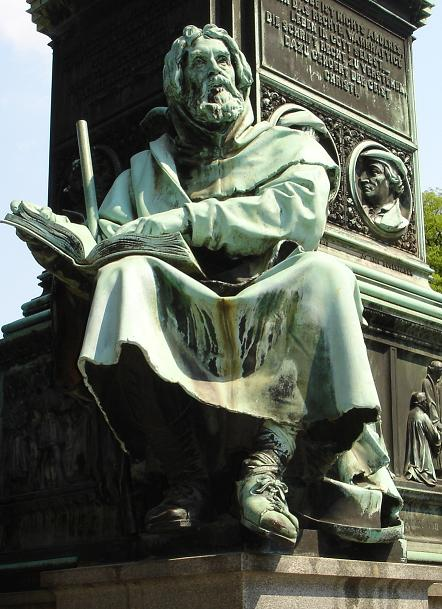
Statue de Vaudès, mort en 1206.

Cette page dresse une liste de personnalités mortes au cours de l'année 1206 :
- 9 mars : Ugo, cardinal italien.
- 13 mars : Muhammad Ghori, sultan de Ghor et de Ghaznî, assassiné.
- 23 mars : Giordano di Ceccano, cardinal italien.
- 5 avril : Ottaviano di Paoli, cardinal italien.
- 7 avril : Ferry Ier de Lorraine, seigneur de Bitche qui se proclame duc de Lorraine.
- 16 avril : Kujō Yoshitsune, aussi appelé Fujiwara no Yoshitsune ou Gokyōgoku Yoshitsune, homme politique, poète et calligraphe japonais de la fin de l'époque de Heian et du début de l'époque de Kamakura.
- 4 juin : Adèle de Champagne, reine de France, troisième épouse de Louis VII et mère de Philippe Auguste.
- 6 décembre : Guigues II de Forez, comte de Lyon et de Forez.

- Al-Djazari, ou Abū al-'Iz Ibn Ismā'īl ibn al-Razāz al-Jazarī, érudit, artiste, astronome, inventeur et ingénieur mécanique arabe.
- Arthaud de Belley, évêque de Belley et fondateur de la Chartreuse d'Arvières.
- Basile II d'Ani, anti-catholicos de l'Église apostolique arménienne.
- Chōgen, moine bouddhique japonais.
- Harald Maddadsson, comte des Orcades et mormaer de Caithness.
- Muhammad Ghûrî, un des acteurs principaux dans la propagation de l'islam dans le Nord de l'Inde.
- Muhammad Khilji, ou Ikhtiyar-ud-Din Muhammad ibn Bakhtiyar Khaldji, général ghuride, lieutenant de Qûtb ud-Dîn Aibak, conquérant du Bihar et du Bengale, à l'origine de la dynastie Khaldji qui règne sur le sultanat de Delhi.
- Guy Paré, abbé et général de l'ordre de Citeaux, cardinal, légat, archevêque de Reims.
- Lakshmana Sena, quatrième roi de la Dynastie Sena, au Bengale.
- Siegfried III de Weimar-Orlamünde, membre de la  maison d'Ascanie qui règne sur le comté de Weimar-Orlamünde.
- Vaudès, marchand de Lyon et prédicateur de l'évangile.

## Crédit d'auteurs
- Cet article est partiellement ou en totalité issu de l'article intitulé « 1206 » (voir la liste des auteurs).